# سمر فينيكس
سمر فينيكس (بالإنجليزية: Summer Phoenix)‏ هي عارضة وممثلة أمريكية، ولدت في 10 ديسمبر 1978 في الولايات المتحدة. بدأت مشوارها المهني سنة 1984.

## وصلات خارجية
- سمر فينيكس على موقع IMDb (الإنجليزية)
- سمر فينيكس على موقع روتن توميتوز (الإنجليزية)
- سمر فينيكس على موقع ألو سيني (الفرنسية)
- سمر فينيكس على موقع أول موفي (الإنجليزية)
- سمر فينيكس على موقع قاعدة بيانات الأفلام السويدية (السويدية)
- سمر فينيكس على موقع إن إن دي بي (الإنجليزية)
- سمر فينيكس على موقع قاعدة بيانات الفيلم (الإنجليزية)
- سمر فينيكس على موقع كينوبويسك (الروسية)